# Lydia Boylan
Lydia Boylan (ur. 19 lipca 1987 w Dublinie) – irlandzka kolarka torowa i szosowa, srebrna medalistka mistrzostw świata.

## Kariera
Pierwsze sukcesy w karierze osiągnęła w 2011 roku, kiedy zwyciężyła w sprincie i była druga w keirinie podczas torowych mistrzostw Irlandii. Podczas mistrzostw Europy w Berlinie w 2017 roku zdobyła srebrny medal w madisonie. Na rozgrywanych dwa lata później mistrzostwach świata w Pruszkowie wywalczyła srebrny medal w wyścigu punktowym. W zawodach tych rozdzieliła Australijkę Alexandrę Manly i Kirsten Wild z Holandii. Był to drugi w historii medal mistrzostw świata wywalczony dla Irlandii w tej konkurencji (w 2012 roku brązowy medal zdobyła Caroline Ryan).